# 乌克兰苏维埃集团军
乌克兰苏维埃集团军是俄国内战期间的苏俄红军下属的一个集团军级部队，活跃于1918年11月30日至1919年6月1日之间。该部队司令员是弗拉基米尔·安东诺夫-奥弗申科，1919年5月时，该集团军兵员人数为188000。自1919年1月4日起，该部队作为乌克兰方面军（活跃于1919年1月4日至6月15日）的下级单位于乌克兰地区作战。
乌克兰农民军人们一开始的积极态度在战时共产主义经济、政治体制的影响下出现大幅转变。1919年4月末至5月初期间，战时共产主义曾导致部分乌克兰红军部队发动叛乱，其中最严重的情况出现在乌克兰苏维埃第6师，该部队的叛乱行动也被称作赫里霍里夫起义。乌克兰苏维埃集团军因此于1919年6月1日解散，其编制从而归属莫斯科方面指挥。